# La Unidad Huitzizilapan
La Unidad Huitzizilapan är en ort i Mexiko, tillhörande kommunen Naucalpan de Juárez i delstaten Mexiko. La Unidad Huitzizilapan ligger i den centrala delen av landet och tillhör Mexico Citys storstadsområde. Orten hade 1 132 invånare vid folkmätningen 2010. 2020 hade befolkningen ökat till 2 057 personer.